# Ніна (Техас)
Ніна (англ. Nina) — переписна місцевість (CDP) в США, в окрузі Старр штату Техас. Населення — 124 особи (2020).

## Географія
Ніна розташована за координатами 26°16′52″ пн. ш. 98°34′52″ зх. д. / 26.28111° пн. ш. 98.58111° зх. д. (26.281134, -98.580988).  За даними Бюро перепису населення США в 2010 році переписна місцевість мала площу 0,11 км², уся площа — суходіл.

## Демографія
Згідно з переписом 2010 року, у переписній місцевості мешкала 141 особа в 37 домогосподарствах у складі 35 родин. Густота населення становила 1307 осіб/км².  Було 41 помешкання (380/км²).
Расовий склад населення:
| - 99,3 % — білих - 0,7 % — чорних або афроамериканців |

До двох чи більше рас належало 0,0 %. Частка іспаномовних становила 100,0 % від усіх жителів.
За віковим діапазоном населення розподілялося таким чином: 36,2 % — особи молодші 18 років, 58,8 % — особи у віці 18—64 років, 5,0 % — особи у віці 65 років та старші. Медіана віку мешканця становила 22,9 року. На 100 осіб жіночої статі у переписній місцевості припадало 85,5 чоловіків;  на 100 жінок у віці від 18 років та старших — 100,0 чоловіків також старших 18 років.
Цивільне працевлаштоване населення становило 48 осіб. Основні галузі зайнятості: гуртова торгівля — 60,4 %, освіта, охорона здоров'я та соціальна допомога — 39,6 %.